# Castello di Pietragemella
Das Castello di Pietragemella ist eine abgegangene mittelalterliche Hangburg auf einem ophiolithischen Felssporn in der Nähe der Siedlung Cogno di Grezzo, einem Ortsteil der Gemeinde Bardi in der italienischen Region Emilia-Romagna.

## Geschichte
Das älteste Zeugnis über die Existenz einer Burg in Pietragemella stammt von 1135, als diese von den Truppen der Stadt Piacenza angegriffen wurde. 1140 überzeugten die Piacentiner Gherardo di Cornazzano, den damaligen Eigentümer, ihnen im Tausch gegen den Corte di Grecio und andere Güter in der Stadt, ihnen die Burg zur Zerstörung zu überlassen.
1216 verkaufte Lanfranco da Cornazzano alle Rechte an Pietragemella an den Markgrafen Guglielmo Pallavicino di Oberto, der sie im selben Jahr an den Grafen Alberico Landi weiterveräußerte.
Später wurde die Burg aufgegeben und verfiel. 1617 lag sie schon in Trümmern und Ende des 19. Jahrhunderts gab es noch einzelne Ruinen, die dann aber vollständig verschwanden.